# Berchem (bayerisches Adelsgeschlecht)

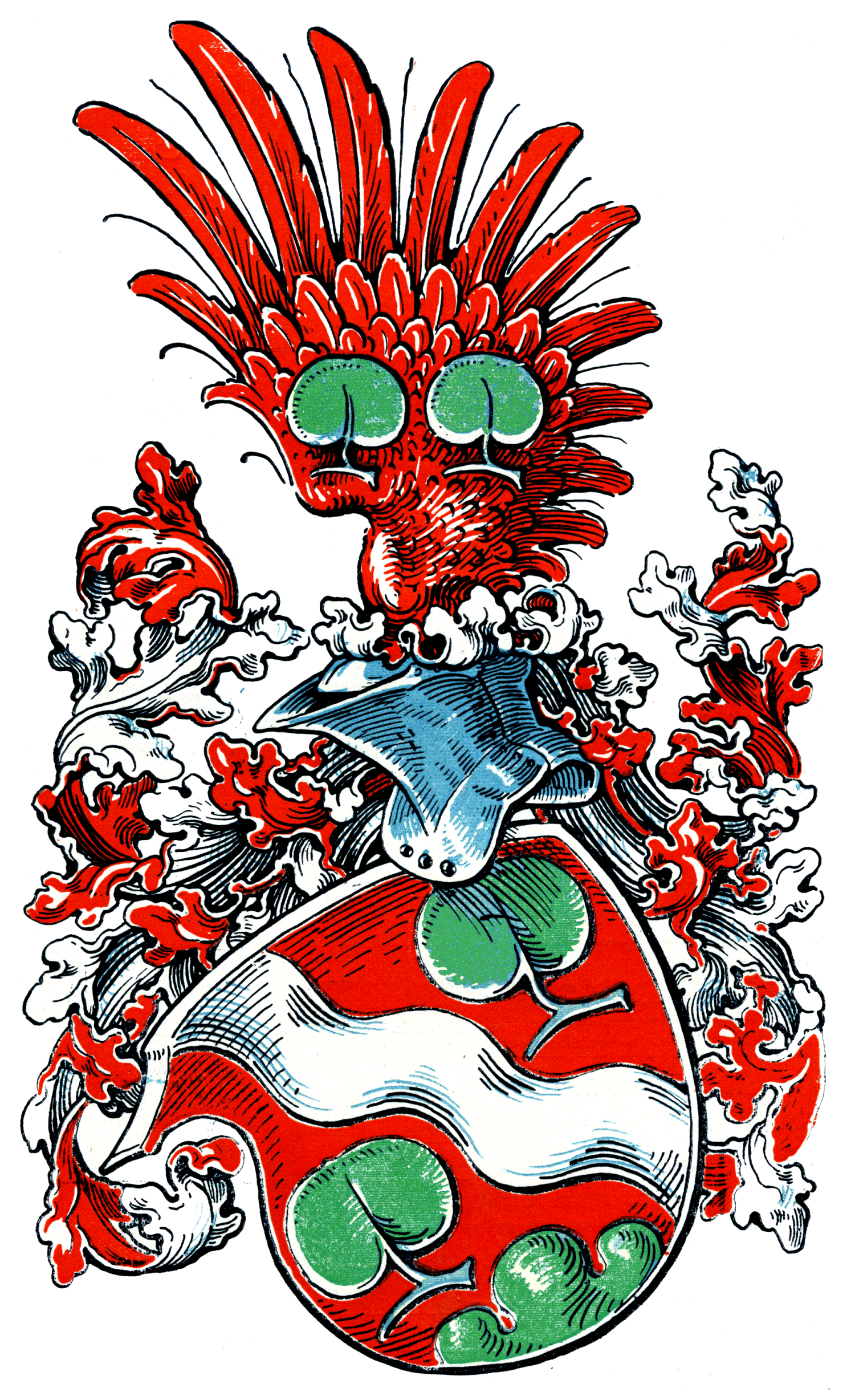
Stammwappen derer von Berchem

Berchem ist der Name eines bayerischen, aus dem Rheinland stammenden Adelsgeschlechts.

## Geschichte
Als Stammvater des Adelsgeschlechts gilt Cornelius von Berchem, der zuerst 1458 in Köln erscheint, 1491 Vorsteher der Goldschmiedezunft war und dessen Enkel Kölner Ratsherr wurde. Die Familie stammt vermutlich aus den Niederlanden, doch ist ein Zusammenhang mit dem Maler Nicolaes Pietersz. Berchem (1620–1683) nicht feststellbar. Sie ist auch zu unterscheiden von der in Preußen vorkommenden Familie dieses Namens, deren Adel am 11. April 1698 erneuert wurde und zu der Georg von Berchem gehört, sowie von dem früher in Westfalen blühenden Geschlecht derer von Berchem zu Berchem. Zu letzterem zählen wahrscheinlich Heinrich von Berchem, Sohn des Dietrich von Berchem genannt Trimppop sowie ein Johann von Berchem, Eberhards Sohn, die zusammen mit einem vom Fürstenberg, einem von Ense genannt Kegeler sowie weiteren am 27. November 1401 Wilhelm von Jülich/Berg die Fehde erklären. Das dort aufgedruckte Wappen zeigt ein Rad mit 5 Speichen.
Auch Joachim Berchem/von Berchem, * um 1572 in Lüttich; † 1648 in Aachen, Schöffe und Bürgermeister der Reichsstadt Aachen, Enkel des kaiserlichen Notars Franko Berchem († 1564), gehörte ausweislich eines anderen Wappens, nicht zum Geschlecht.
Die Kölner Familie gehörte später zum Patriziat. Sie kam mit dem kurbayerischen Geheimen Konferenzrat Anton von Berchem (1632–1700) nach Bayern und erwarb dort Grundbesitz.

### Standeserhebungen
Kurfürst Ferdinand Maria von Bayern erhob Anton von Berchem mit Diplom vom 20. März 1677 in den bayerischen Adelstand und Kaiser Leopold I. mit Diplom vom 23. Januar 1683 in den Reichsfreiherrnstand. Anton von Berchems Enkel, Maximilian Franz Joseph von Berchem (1702–1777), Minister unter dem Kurfürsten Maximilian III. von Bayern, wurde vom Kaiser Joseph II. mit Diplom vom 4. Januar 1772 in den Reichsgrafenstand erhoben. Dadurch teilte sich die Familie in zwei Hauptlinien, nämlich in die ältere der Freiherren von Berchem auf Niedertraubling, und in die jüngere der Grafen von Berchem auf Piesing.

### Berchem-Haimhausen
Graf Cajetan Joseph Maximilian Johann von Berchem (* 31. Mai 1795) erbte von seiner Großmutter Johanna Gräfin von Fugger-Zinnenberg, geb. Gräfin von Haimhausen, der letzten ihres Geschlechts, die Herrschaft Kuttenplan (Chodová Planá) bei Marienbad in Böhmen. Er fügte mit Genehmigung des Kaisers Franz I. Namen und Wappen der Grafen von Haimhausen dem seinen bei und gründete so die in Böhmen ansässige Familie Berchem-Haimhausen. Diese Linie starb 1896 aus; Erbe von Kuttenplan wurde Maximilian von Berchem.

### Besitzungen
- Obermenzing 1676–1700
- Dengling –1848
- Ritzing 1740–1858
- Oberhausen 1780–1790[3]
- Haiming mit Piesing (beide kamen 1869 durch Erbschaft an die Freiherren von Ow)
- Seibertsdorf, Hitzing, Ober- und Unter-Türken, Schedling, Heretshamm in Ober- und Niederbayern
- Herrschaft Kuttenplan in Böhmen (bis 1945)

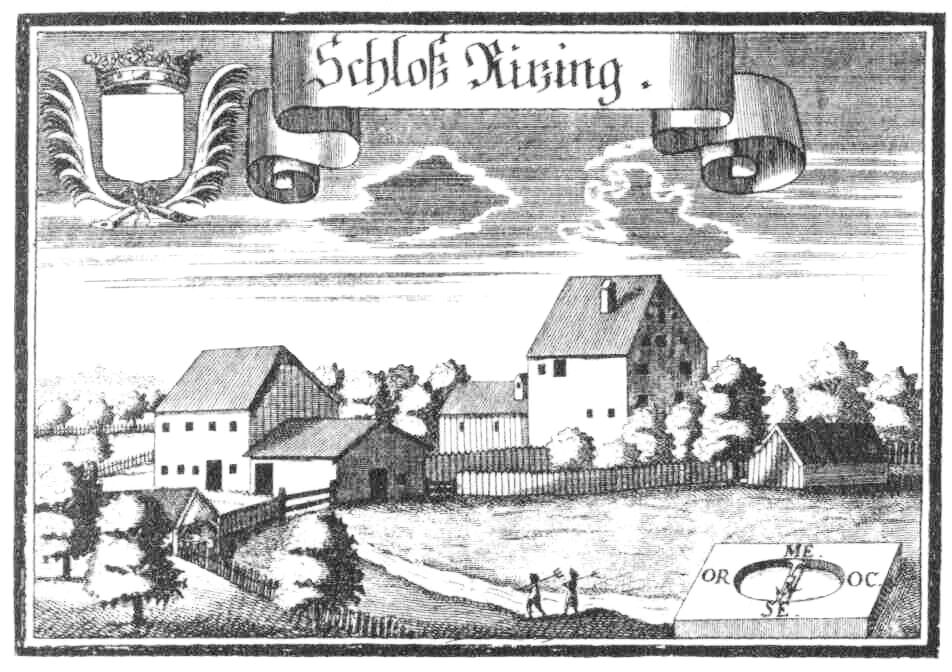
Schloss Ritzing
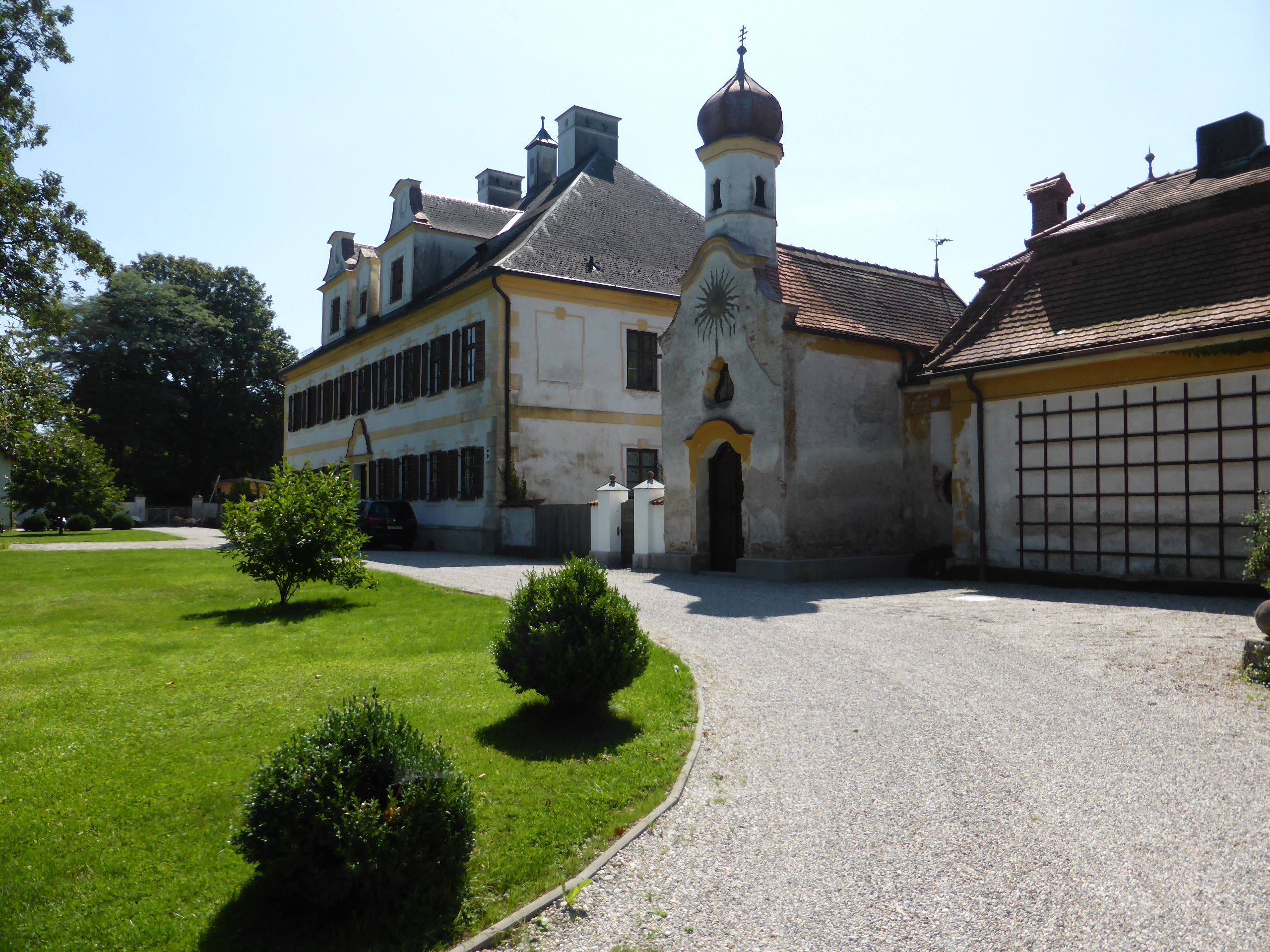
Schloss Piesing
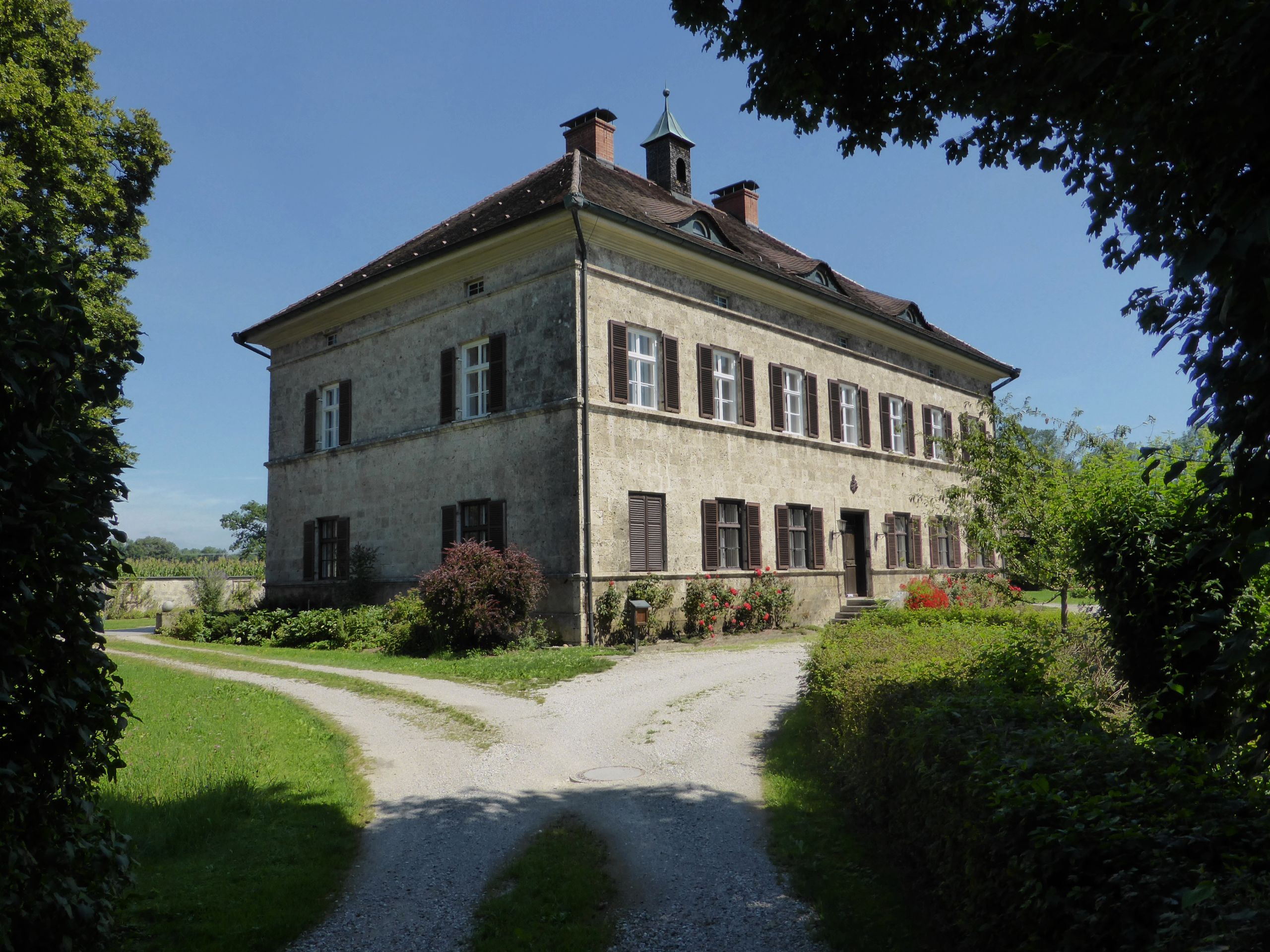
Schloss Haiming

## Wappen
- Das Stammwappen zeigt in Rot über grünem Dreiberg einen silbernen Schrägrechtsfluss, beseitet von je einem grünen Seeblatt. Auf dem Helm mit rot–silbernen Helmdecken ein wie der Schild bezeichneter Flug.
- Das gräfliche Wappen besteht aus einem quadrierten Schild; er zeigt im ersten und vierten Feld in Rot einen grünen Dreiberg und einen silbernen wellenförmig gezogenen rechten Schrägbalken, der von zwei grünen, schrägrechtsliegenden, die Stiele abwärtskehrenden Seeblättern begleitet wird. Die Felder zwei und drei zeigen in Blau auf grünem Boden ein silbernes Kastell mit hohem runden Turm; die Seitengebäude rot gedeckt und jedes derselben mit zwei schwarzen Schießscharten; der schwarz ausgefugte Thurm hat ein geschlossenes, rundes, rotes Thor, drei schwarze Fenster über einander und unter den vier Zinnen des Turmes zwei Schießscharten nebeneinander. Den Schild deckt eine Grafenkrone mit drei gekrönten Helmen. Der rechte Helm trägt einen geschlossenen, die Sachsen linkskehrenden Flug, dessen rechter Flügel von Blau und Silber, der linke aber von Silber und Blau quer geteilt ist und auf dem sich das auf grünen Boden gestellte silberne Kastell des zweiten und dritten Feldes wiederholt. Hinter dem mittleren Helm bricht ein rechtssehender schwarzer Adler bis zu den Füßen hervor. Der linke Helm trägt einen die Sachsen rechtskehrenden geschlossenen Flug, dessen rechter Flügel von Rot und Silber, der linke aber von Silber und Rot quer geteilt ist und auf dem sich der Schrägbalken mit den Blättern des ersten und vierten Feldes wiederholt. Die Helmdecken sind rechts blau und silbern und links silbern und rot. Den Schild halten zwei einwärtssehende Hirsche von acht Enden.
- Das Wappen der Grafen von Berchem-Haimhausen ist ein quadrierter Schild mit Mittelschild. Der Mittelschild ist der Länge nach geteilt: rechts in Blau auf grünem Boden das Kastell, links in Rot der grüne Dreiberg und der silberne wellenförmige schrägrechte, von zwei Seeblättern beseitete Balken. Die Felder eins und vier zeigen in Silber auf einem grünen Dreiberg einen rechtssehenden gekrönten und golden bewehrten schwarzer Adler. Die Felder zwei und drei 3 in Rot auf grünem Boden ein silbernes Haus oder Turm mit schwarzer Tür und fünf dergleichen Fenstern, zwei und drei neben einander. Auf der Grafenkrone erheben sich drei gekrönte Helme. Aus dem rechten Helme wächst ein Mann empor, der in der Rechten ein Schwert aufrecht hält und die Linke in die Seite setzt. Sein roter Leibrock, den eine goldene Leibbinde umschließt, hat goldene Aufschläge, und den Kopf umgibt eine von Rot, Gold und Silber gestreifte Binde, deren Enden einwärts fliegen. Aus dem mittleren Helm bricht ein rechtssehender schwarzer Adler bis zu den Füßen hervor, und auf dem linken Helm steht zwischen zwei blauen Adlerflügeln ein nach einwärts springendes silbernes Einhorn. Die Helmdecken sind rechts blau und silbern und links rot und silbern. Den Schild halten zwei einwärtssehende Hirsche. Eine Variante ist das gräflich von Berchemschen Wappen mit einem aufgelegten quadrierten Mittelschild: dieser zeigt im ersten und vierten Feld in Silber auf grünem Hügel einen schwarzen gekrönten Adler, die Felder zwei und drei in Rot auf grünem Hügel einen silbernen runden Turm mit spitzem Dach, einem schwarzen Tor und fünf schwarzen Fenstern.

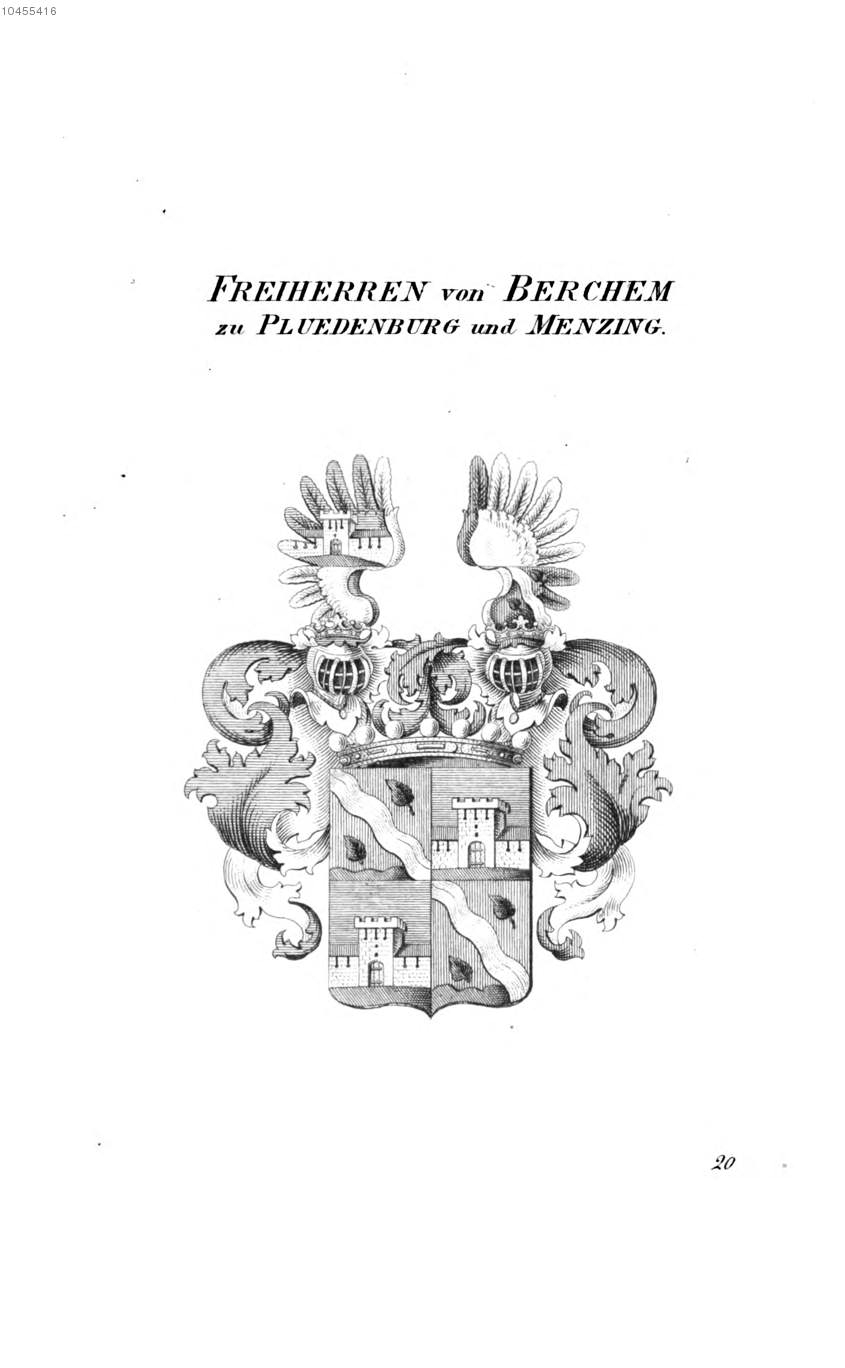
Freiherren von Berchem zu Plüdenburg und Menzing
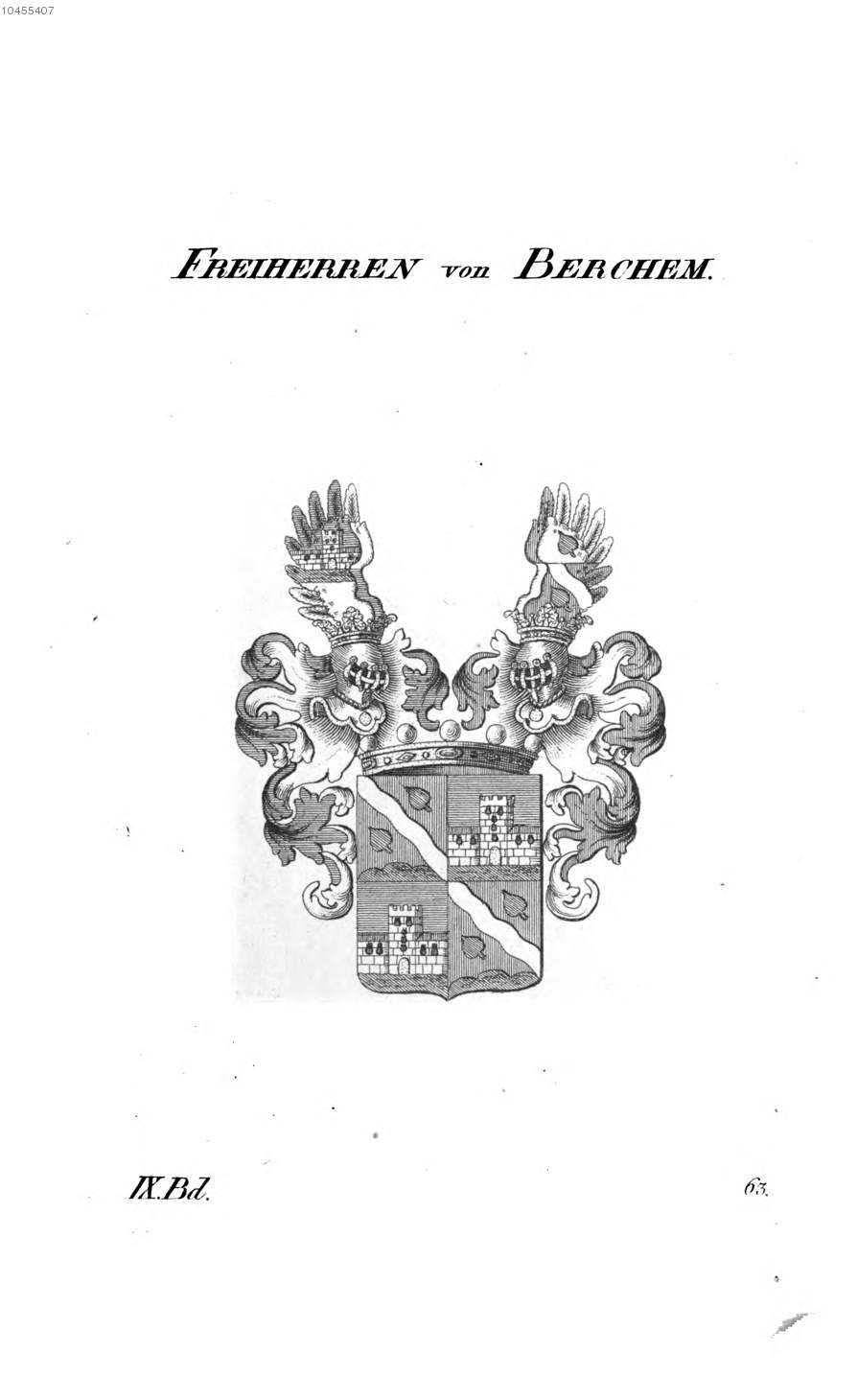
Freiherren von Berchem
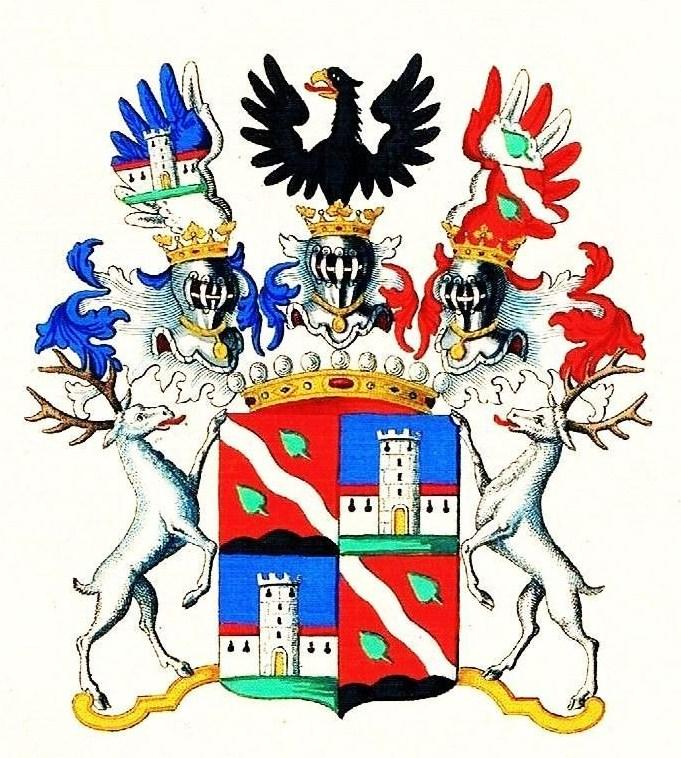
Grafen von Berchem
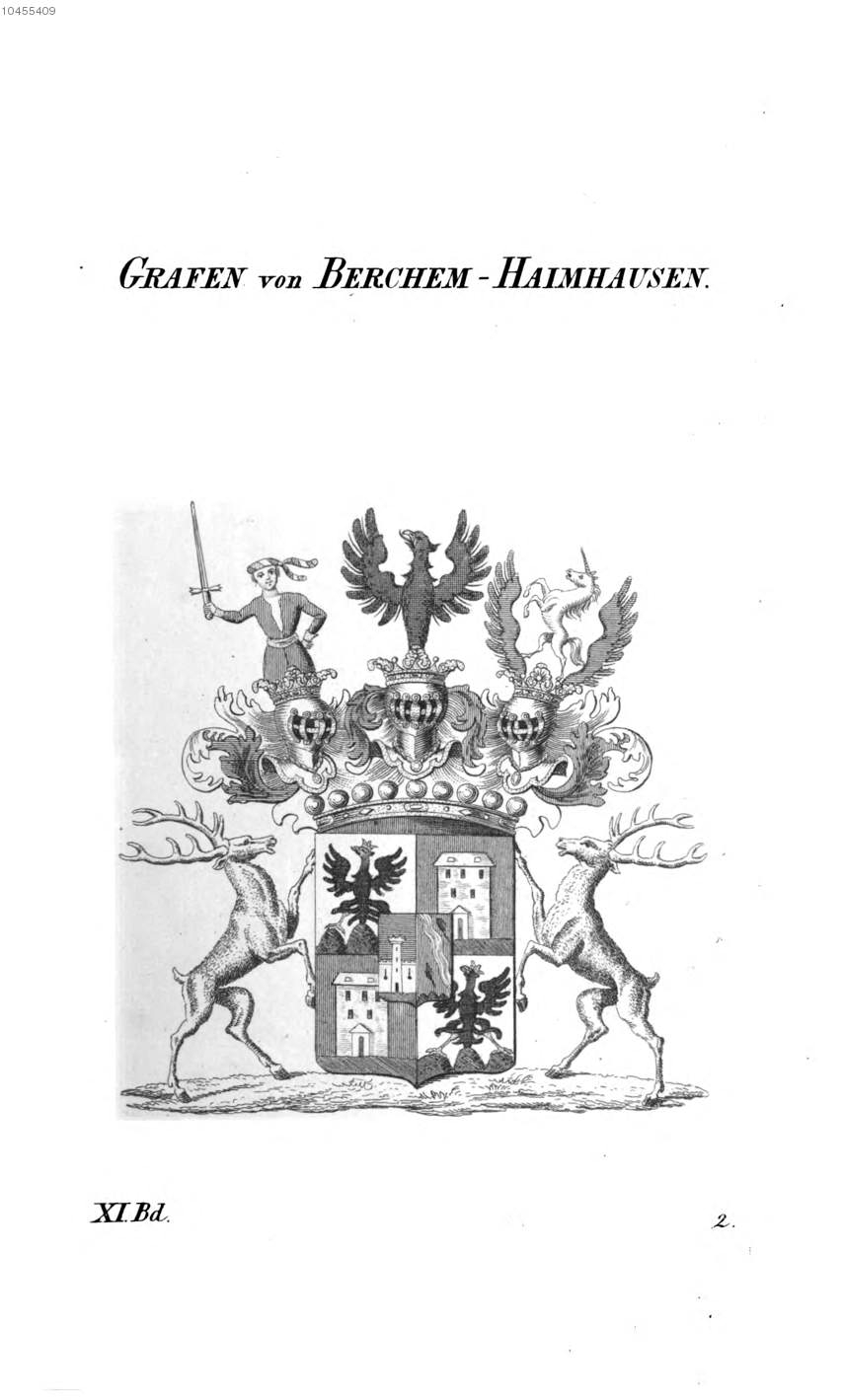
Grafen von Berchem–Haimhausen

## Bekannte Familienmitglieder
- Maximilian Franz Joseph von Berchem (1702–1777), Minister des Äußeren[4]
- Carl Theodor von Berchem (1788–1877), bayerischer Generalmajor
- Franz Xaver Graf von Berchem, weihte 1800 als Reichsstift-Kapitular in Loipl die Wallfahrtskirche Maria Hilf
- Hans Ernst von Berchem-Haimhausen(1823–1896), Großgrundbesitzer
- Maximilian von Berchem (1841–1910), Unterstaatssekretär im Auswärtigen Amt
- Egon von Berchem (1876–1946), Verlagsbuchhändler und Heraldiker
- Otto von Berchem (1877–1949), deutscher Generalmajor[5]
- Walter von Berchem (1880–1967), Gutsbesitzer und Diplomat[6]
- Johannes von Berchem (1881–1963), Diplomat